# Dinamarca en los Juegos Olímpicos de Helsinki 1952
Dinamarca estuvo representada en los Juegos Olímpicos de Helsinki 1952 por un total de 129 deportistas que compitieron en 15 deportes.  
El portador de la bandera en la ceremonia de apertura fue el esgrimista Erik Swane Lund.

## Medallistas
El equipo olímpico danés obtuvo las siguientes medallas:
| Nombre                                       | Deporte    | Competición             |
| -------------------------------------------- | ---------- | ----------------------- |
| Oro                                          |            |                         |
| Bent Rasch Finn Haunstoft                    | Piragüismo | C2 1000 m M             |
| Paul Elvstrøm                                | Vela       | Finn M                  |
| Plata                                        |            |                         |
| Lis Hartel (Jubilee)                         | Hípica     | Doma ind.               |
| Bronce                                       |            |                         |
| Victor Jörgensen                             | Boxeo      | Wélter (67 kg) M        |
| Karen Lachmann                               | Esgrima    | Florete ind. F          |
| Jørgen Frantzen Svend Petersen Poul Svendsen | Remo       | Dos con timonel (M2+) M |